# Talipariti aruense
Talipariti aruense là một loài thực vật có hoa trong họ Cẩm quỳ. Loài này được (Hatus. ex Borss. Waalk.) Fryxell mô tả khoa học đầu tiên năm 2001.